# René Kotrík
René Kotrík (sinh 14 tháng 3 năm 1996) là một tiền vệ bóng đá Slovakia hiện tại thi đấu cho câu lạc bộ Fortuna Liga FC Nitra.

## FC Nitra
Anh ra mắt chuyên nghiệp cho FC Nitra trước FK DAC 1904 Dunajská Streda ngày 31 tháng 8 năm 2013.